# Getafe CF
Getafe CF je španělský fotbalový klub z Getafe, města ležícího na jižních předměstích Madridu. Byl založen 8. července 1983 a v současnosti je účastníkem nejvyšší španělské soutěže Primera División.
Klub nově vlastní skupina sídlící v Dubaji zvaná Royal Emirates Group of Companies, která klub zakoupila na jaře 2011.

## Úspěchy
- finalista Copa del Rey: 2007, 2008
- účastník čtvrtfinále Poháru UEFA 2007/08

## Sezona po sezóně

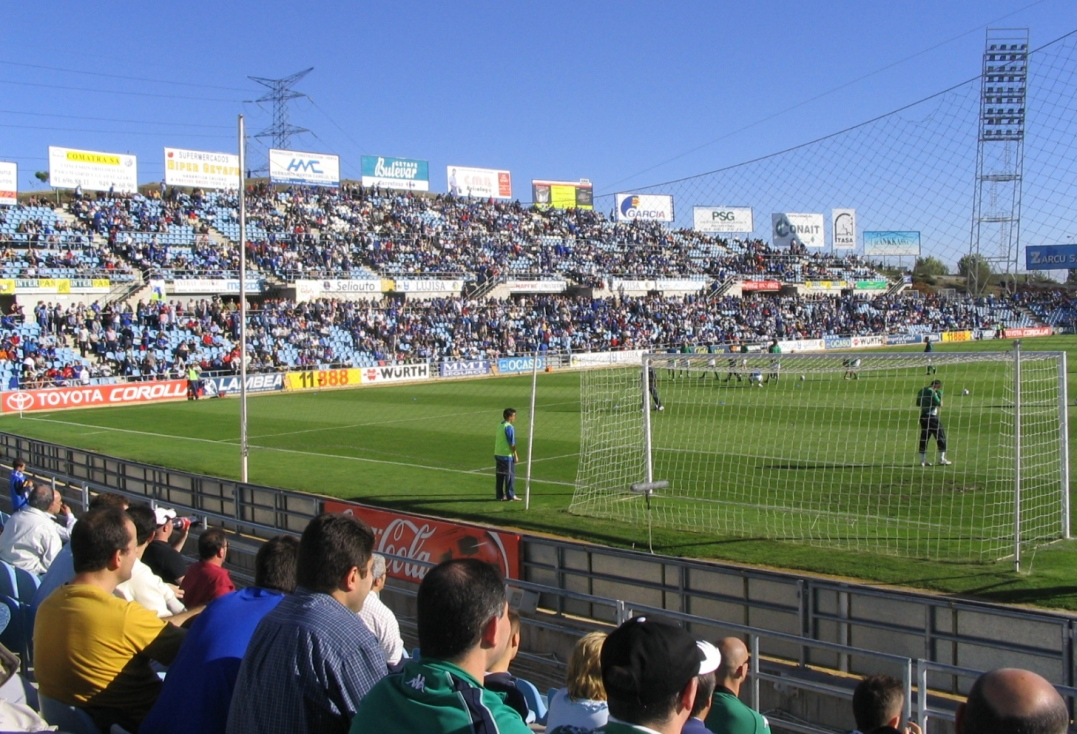
Stadion Getafe

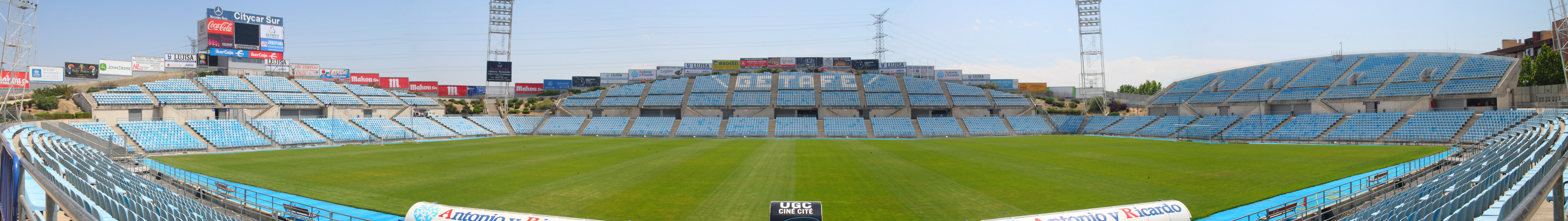

| Ročník  | Soutěž     | Umístění | Copa del Rey |
| ------- | ---------- | -------- | ------------ |
| 1983/84 | Regionální | 1° -->   |              |
| 1984/85 | Regionální | 1° -->   |              |
| 1985/86 | Preferente | 1° -->   |              |
| 1986/87 | 3ª         | 6° -->   |              |
| 1987/88 | 2ªB        | 3°       |              |
| 1988/89 | 2ªB        | 6°       |              |
| 1989/90 | 2ªB        | 2°       |              |
| 1990/91 | 2ªB        | 4°       |              |
| 1991/92 | 2ªB        | 6°       |              |
| 1992/93 | 2ªB        | 4°       |              |
| 1993/94 | 2ªB        | 2° -->   |              |
| 1994/95 | 2ª         | 18°      |              |
| 1995/96 | 2ª         | 19° <--  |              |
| 1996/97 | 2ªB        | 16°      |              |

| Ročník  | Soutěž | Umístění | Copa del Rey |
| ------- | ------ | -------- | ------------ |
| 1997/98 | 2ªB    | 7°       |              |
| 1998/99 | 2ªB    | 1° -->   |              |
| 1999/00 | 2ª     | 19°      |              |
| 2000/01 | 2ª     | 21° <--  |              |
| 2001/02 | 2ªB    | 5° -->   |              |
| 2002/03 | 2ª     | 11°      |              |
| 2003/04 | 2ª     | 2° -->   |              |
| 2004/05 | 1ª     | 13°      |              |
| 2005/06 | 1ª     | 9°       |              |
| 2006/07 | 1ª     | 9°       |              |
| 2007/08 | 1ª     | 14°      |              |
| 2008/09 | 1ª     | 17°      |              |
| 2009/10 | 1ª     | 6°       |              |
| 2010/11 | 1ª     | 16°      |              |

- 2 Účasti v Poháru UEFA
- 8 sezon v Primera División
- 6 sezon v Segunda División
- 11 sezon v Segunda División B
- 1 sezona v Tercera División
- 3 sezony v Regionálních soutěžích